# 체스 트랩 목록
체스에서 트랩은 상대방이 좋지 않은 수를 두도록 유인하는 수이다. 트랩은 게임의 모든 단계에서 흔히 발생한다. 오프닝에서는 일부 트랩이 매우 자주 발생하여 이름이 붙여지기도 한다. 상대방이 트랩을 간파하면 역효과를 낼 수 있다.

## 체스 트랩 목록
오프닝 (체스)별로 정렬됨:
- 알빈 카운터갬빗: 라스커 트랩
- 블랙마르-디머 갬빗: 할로사르 트랩
- 보고인디언 디펜스: 몬티첼리 트랩
- 부다페스트 갬빗: 키닝거 트랩
- 잉글런드 갬빗 트랩
- 이탈리안 게임: 블랙번 실링 갬빗
- 페트로프 디펜스: 마샬 트랩
- 필리도르 디펜스: 레갈 트랩
- 퀸스 갬빗 디클라인드:
  - 엘리펀트 트랩
  - 루빈스타인 트랩
- 루이 로페즈:
  - 모티머 트랩
  - 노아의 방주 트랩
  - 타라쉬 트랩
  - 피싱 폴 트랩
- 시실리안 디펜스:
  - 매그너스 스미스 트랩
  - 시베리아 트랩
- 비엔나 갬빗: 뷔르츠부르거 트랩

## 같이 보기
- 갬빗
- 바보 메이트
- 스콜라 메이트
- 스윈들 (체스)